# Figaró-Montmany
Figaró-Montmany (em catalão e oficialmente), também chamado El Figueró i Montmany e simplesmente Montmany, é um município da Espanha na comarca de Vallès Oriental, província de Barcelona, comunidade autónoma da Catalunha. Tem 15,07 km² de área e em 2021 tinha 1 127 habitantes (densidade: 74,8 hab./km²).

## Demografia
| Variação demográfica do município entre 1991 e 2004[carece de fontes?] | Variação demográfica do município entre 1991 e 2004[carece de fontes?] | Variação demográfica do município entre 1991 e 2004[carece de fontes?] | Variação demográfica do município entre 1991 e 2004[carece de fontes?] |
| ---------------------------------------------------------------------- | ---------------------------------------------------------------------- | ---------------------------------------------------------------------- | ---------------------------------------------------------------------- |
| 1991                                                                   | 1996                                                                   | 2001                                                                   | 2004                                                                   |
| 631                                                                    | 763                                                                    | 873                                                                    | 993                                                                    |